# Niedościgli Jonesonowie
Niedościgli Jonesonowie (ang. The Joneses) – amerykański komediodramat z 2009 roku w reżyserii Derricka Borte'a.

## Opis fabuły
Kate (Demi Moore), jej przystojny mąż i dwoje dzieci tworzą idealną rodzinę. Bawią się drogimi gadżetami, mieszkają w wielkim domu i prowadzą udane życie towarzyskie. Są wzorem w pracy i w szkole. Jest to jednak tylko fasada. Za nią kryje się szokująca prawda.

## Obsada
- Demi Moore jako Kate Jones
- David Duchovny jako Steve Jones
- Amber Heard jako Jenn Jones
- Ben Hollingsworth jako Mick Jones
- Gary Cole jako Larry Symonds
- Glenne Headly jako Summer Symonds
- Lauren Hutton jako KC, szef Jonesów
- Chris Williams jako Billy
- Christine Evangelista jako Naomi Madsen
- Rob Pralgo jako Alex Bayner
- Tiffany Morgan jako Melanie Bayner